# Episodi di Fawlty Towers (prima stagione)
| nº | Titolo originale    | Titolo italiano             | Prima TV UK       | Prima TV Italia |
| -- | ------------------- | --------------------------- | ----------------- | --------------- |
| 1  | A Touch of Class    | Un tocco di classe          | 19 settembre 1975 | 29 marzo 2007   |
| 2  | The Builders        | I muratori                  | 26 settembre 1975 | 4 aprile 2007   |
| 3  | The Wedding Party   | Ricevimento di nozze        | 3 ottobre 1975    | 5 aprile 2007   |
| 4  | The Hotel Inspector | Gli ispettori alberghieri   | 10 ottobre 1975   | 11 aprile 2007  |
| 5  | Gourmet Night       | Il gourmet di Fawlty Towers | 17 ottobre 1975   | 12 aprile 2007  |
| 6  | The Germans         | I tedeschi                  | 25 ottobre 1975   | 18 aprile 2007  |

## Un tocco di classe
- Titolo originale: A Touch of Class
- Diretto da: John Howard Davies
- Scritto da: John Cleese e Connie Booth
- Guest star: Michael Gwynn, Robin Ellis

### Trama
Un membro dell'aristocrazia, Lord Melbury, decide di soggiornare nell'albergo e Basil lo adula in ogni occasione, causando la trascuratezza degli altri ospiti, finché Polly scopre che lui in realtà un imbroglione. Nel frattempo, Sybil ordina a Basil di appendere un suo quadro.

## I muratori
- Titolo originale: The Builders
- Diretto da: John Howard Davies
- Scritto da: John Cleese e Connie Booth
- Guest star: David Kelly, Michael Cronin

### Trama
I Fawlty sono in vacanza e lasciano a Polly e a Manuel la responsabilità dell'albergo... proprio quando i muratori di O'Reilly arrivano per ristrutturare la lobby dell'albergo.

## Ricevimento di nozze
- Titolo originale: The Wedding Party
- Diretto da: John Howard Davies
- Scritto da: John Cleese e Connie Booth
- Guest star: Trevor Adams, Yvonne Gilan

### Trama
Basil è per una politica di "niente sesso" clandestino nelle stanze del suo albergo... e sospetta che Polly e alcuni ospiti invece siano proprio loro ad organizzare festini di quel tipo.

## Gli ispettori alberghieri
- Titolo originale: The Hotel Inspector
- Diretto da: John Howard Davies
- Scritto da: John Cleese e Connie Booth
- Guest star: Bernard Cribbins, James Cossins

### Trama
Quando Basil sente parlare di degli ispettori di hotel in incognito che si aggirano a Torquay, con orrore si rende conto che uno degli ospiti potrebbe essere uno di loro.

## Il gourmet di Fawlty Towers
- Titolo originale: Gourmet Night
- Diretto da: John Howard Davies
- Scritto da: John Cleese e Connie Booth
- Guest star: André Maranne, Allan Cuthbertson, Ann Way

### Trama
Nel tentativo di salire un altro gradino della scala sociale, Basil decide di organizzare una serata gourmet. Purtroppo, grazie all'alcolismo dello chef, Basil  deve cercare di entrare in possesso di un'anatra dal suo amico André.

## I tedeschi
- Titolo originale: The Germans
- Diretto da: John Howard Davies
- Scritto da: John Cleese e Connie Booth
- Guest star: Brenda Cowling

### Trama
Sibyl è in ospedale a causa di un'unghia incarnita. Basil è dunque da solo quando si trova a che fare con degli ospiti tedeschi, cui egli non trova di meglio che spiegare in che cosa essi avessero sbagliato nella Seconda guerra mondiale.